# Raisel Iglesias
Raisel Iglesias (Isla de la Juventud, Cuba, 4 de enero de 1990) es un jugador profesional cubano de béisbol que se desempeña en la posición de lanzador en Atlanta Braves, equipo de las Grandes Ligas de Béisbol (MLB). Logró obtener el premio Segundo Equipo All-MLB.

## Carrera
Iglesias jugó como profesional seis temporadas en Cincinnati Reds (2015-2020), después pasó a Los Angeles Angels (2021-2022), luego a Atlanta Braves, donde lleva jugando tres temporadas.

## Premios
En 2021, fue galardonado con el premio Segundo Equipo All-MLB.